# Diána Mészáros
Diána Mészáros (n. 28 iunie 1982, Budapesta) este un fotomodel din Ungaria. Ea a apărut pe coperta revistei Vogue Italia și în 2001 pe lista agenției de modă "Victoria's Secret".